# Phlegethon
Phlegethon è il quarto album della Progressive Hard Rock band italiana dei Kingcrow, pubblicato nel 2010 da Scarlet Record.

## Tracce
1. The Slide
2. Timeshift Box
3. Islands
4. The Great Silence
5. Lullaby For An Innocent
6. Evasion
7. Numb (Incipit, Climax & Coda)
8. Washing Out Memories
9. A New Life
10. Lovocaine
11. Fading Out Pt. III
12. Phlegethon

## Formazione
- Diego Cafolla - chitarra
- Ivan Nastasi - chitarra, seconda voce
- Diego Marchesi - voce
- Cristian Della Polla - tastiere, sintetizzatore
- Angelo Orlando  - basso
- Thundra Cafolla - batteria, percussioni